# Фузія (зброя)

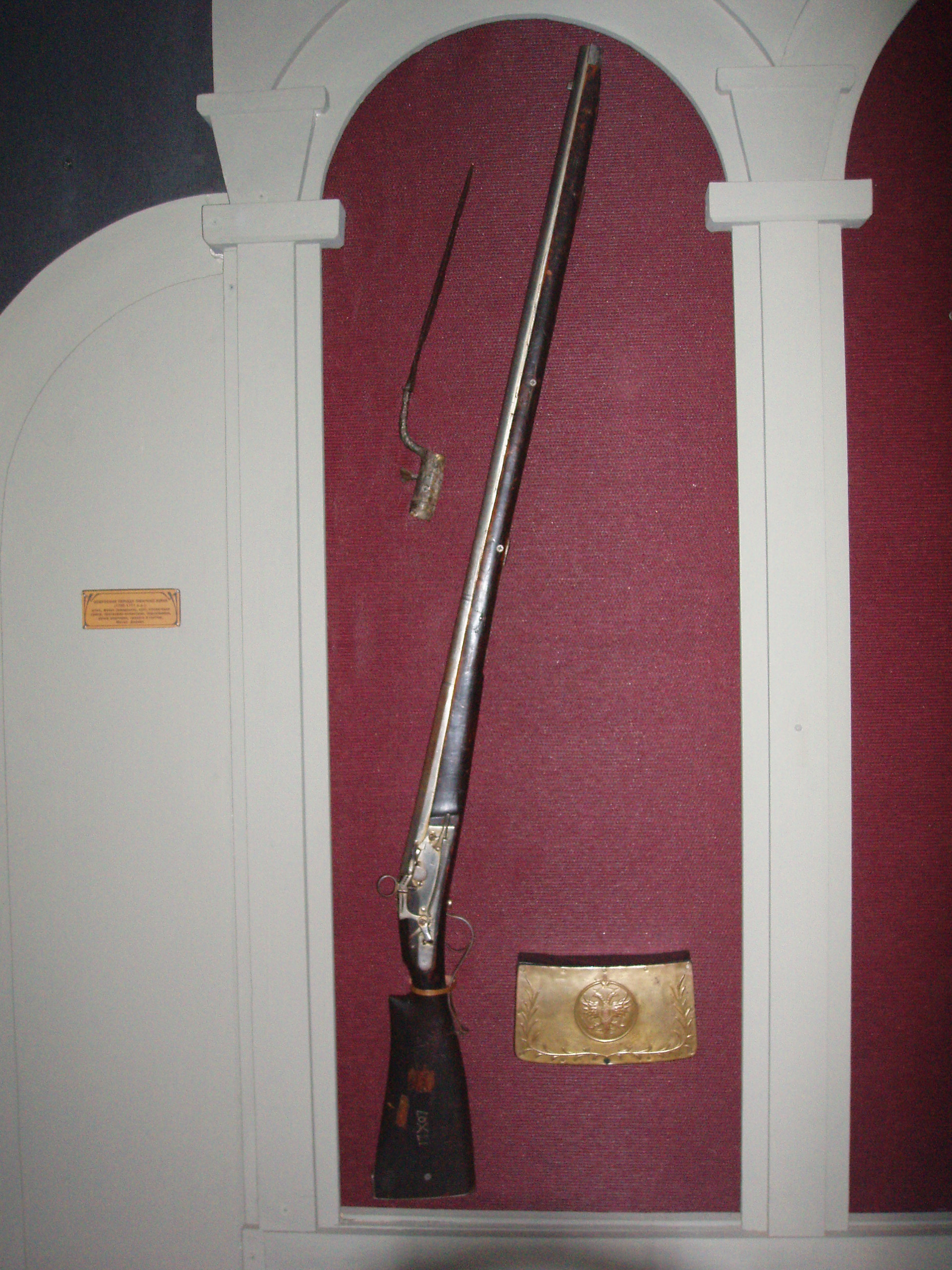
Шведська трофейна фузея часів Полтавської битви (1709), експонат музею «Козацька держава», Полтава, 2008

Фу́зія, фу́зе́я (пол. fuzja, рос. фузея від фр. fusil — «рушниця») — рушниця з ударно-кремінним замком, що була поширена у XVII —XVIII століттях. Мала тригранний багнет.
Фузію винайшли у 2-й половині XVII століття у Франції.
За Петра І на початку XVIII століття, якраз після Північної війни, фузії (отримані як трофейна зброя) були прийняті на озброєння російської армії замість мушкетів, трохи згодом їх почали виготовляти у Росії (на Тульському збройному заводі).
На озброєнні були фузії піхотні, драгунські, офіцерські тощо, які різнилися загальною довжиною, довжиною ствола і калібром.
Термін «фузія-фузея» проіснував у Росії до 1770-х років. У польській мові назва fuzja закріпилось за мисливською рушницею.
Оскільки вогнепальна зброя в українських козаків була переважно привозною і трофейною, в арсеналах запорожців траплялись фузії як західно-європейського, так і російського виробництва.